# Gilette
Gilette település Franciaországban, Alpes-Maritimes megyében. Lakosainak száma 1617 fő (2022. január 1.). Gilette Bonson, Bouyon, Le Broc, Les Ferres, La Roquette-sur-Var, Saint-Martin-du-Var, Toudon és Tourette-du-Château községekkel határos.

## Népesség
A település népességének változása:
| Lakosok száma | 521  | 618  | 1024 | 1425 | 1512 | 1536 | 1596 | 1599 | 1598 | 1617 |
|               | 1968 | 1982 | 1990 | 2006 | 2013 | 2015 | 2017 | 2019 | 2020 | 2022 |